# La llegenda de Tarzan
La llegenda de Tarzan (títol original en anglès: The Legend of Tarzan) és una pel·lícula estatunidenca de 2016, dirigida per David Yates i escrita per Stuart Beattie, Craig Brewer, John Collee, i Adam Cozad, basada en el personatge de ficció Tarzan, creat per Edgar Rice Burroughs. La pel·lícula és protagonitzada per Alexander Skarsgård, interpretant a Tarzan, Margot Robbie interpreta a Jane, Christoph Waltz interpreta el dolent Léon Rom, Samuel L. Jackson donant vida al personatge històric George Washington Williams, Djimon Hounsou interpreta al Cap tribal Mbonga, i Jim Broadbent.
El rodatge de la pel·lícula va començar el 30 de juny de 2014. Va ser estrenada l'1 de juliol de 2016. Ha estat doblada i subtitulada al català. Els subtítols en català no estan disponibles a Netflix a 2024.
La llegenda de Tarzan s'ha convertit en una superproducció que ha aconseguit posar-se en molts països en el primer lloc en taquilla durant setmanes, recaptant una xifra de més de 356 milions de dòlars a tot el món.

## Argument
Han passat diversos anys des que l'home conegut una vegada com Tarzan (Alexander Skarsgård) va deixar la selva d'Àfrica enrere, per viure una afable vida acomodada a Londres com John Clayton III, Lord Greystoke, amb la seva estimada esposa, Jane Porter (Margot Robbie), al seu costat. Ara, el rei belga Leopold li demana que vagi a Àfrica per veure el que ha fet allí per ajudar al país. Ha estat convidat de nou a viatjar al Congo Belga per servir com a emissari dels interessos comercials del Parlament Britànic, encara que al principi es nega, un nord-americà, George Washington Williams, vol que accepti perquè pugui acompanyar-ho i li diu que Leopold podria estar cometent tot tipus d'atrocitats per aconseguir el seu objectiu. sense saber que ell és un peó en una convergència mortal de l'avarícia i la venjança, ideada pel capità belga Leon Rom (Christoph Waltz).

## Repartiment
- Alexander Skarsgård com John Clayton III, Lord Greystoke / Tarzan.[3] Sobre el seu personatge de Tarzan, Skarsgård va dir: "es tracta d'un home que s'està frenant a si mateix i a poc a poc ha de lluitar més, torna a un estat més animal i permet que aquest costat de la seva personalitat s'exposi mes."[4] Per tenir el físic de Tarzan, Skarsgård va realitzar un règim intens d'entrenament de quatre mesos abans de començar la filmació de la pel·lícula, guanyant 10,8 kg de massa muscular (24 lb).[5] Part del seu entrenament va ser realitzat sota la supervisió del coreògraf Wayne McGregor.[5][6]
  - Rory J. Saper com Tarzan fins als 18 anys
  - Cristiano Stevens com Tarzan als 5 anys
- Margot Robbie com Jane Porter, Lady Greystoke,[7] esposa de Tarzan
  - Ella Purnell com Jane Porter de jove[8]
- Christoph Waltz com a Capità Rom
- Samuel L. Jackson com George Washington Williams[9]
- Djimon Hounsou com a Cap Mbonga
- Jim Broadbent com a Primer Ministre Britànic

## Producció

### Desenvolupament
El juny de 2003, John August es va asseure a adaptar una pel·lícula de gran pressupost, com és la versió cinematogràfica moderna de Tarzan, per a Warner Bros. i Jerry Weintraub Productions. El 14 de desembre de 2006, es va anunciar que Warner Bros. estava desenvolupant una pel·lícula sobre el personatge de ficció creat per Edgar Rice Burroughs, que Jerry Weintraub produiria la pel·lícula, i que Guillermo del Toro anava a dirigir-la, mentre que John Collee estaria a càrrec del guió. El 2 de novembre de 2008 Warner Bros. va informar que el director Stephen Sommers es trobava en negociacions per dirigir la pel·lícula, i que l'anava a co-escriure al costat de Stuart Beattie. Més tard, el 3 de desembre de 2008, Entertainment Weekly va publicar que la pel·lícula s'anava a semblar a l'estil dels films de Pirates del Carib. Al juliol de 2009, l'escriptor Beattie va parlar sobre la versió de Tarzan en la qual estava treballant, i va dir que seria "gran pel·lícula romàntica d'acció i aventura", i que implicaria escenes en parkour i unes altres d'acció amb molta energia. Més tard, a l'octubre de 2010, es va anunciar que Sommers, que esperava per dirigir la pel·lícula, ha deixat el "projecte de la pel·lícula 'Tarzan '. El projecte estava en pausa després que Sommers ho va deixar però més tard El 6 de maig de 2011, Warner Bros. va començar una altra vegada el desenvolupament de la pel·lícula, l'estudi va contractar a dos escriptors Craig Brewer i Adam Cozad perquè escrivissin diferents esborranys. El 2 de juny de 2011 es va confirmar que Brewer, que tornarà a escriure i dirigir la pel·lícula Tarzan. A l'octubre de 2011, Brewer se li va preguntar sobre la trilogia Tarzan, però l'el va negar, i ell ha donat el guió a l'estudi. El 18 de juny de 2012, David Yates, Gary Ross i Susanna White estaven donant tornades al voltant de la persona que dirigiria per a Warner Bros. Tarzan. L'1 d'agost de 2012, salto la notícia que el director David Yates està acabant les negociacions per dirigir la pel·lícula Tarzan. Més tard 7 de novembre de 2012 David Yates va confirmar que ell va a dirigir la pel·lícula. El 10 d'abril de 2013 Data límit va informar que l'estudi s'ha paralitzat la producció de la pel·lícula d'aquest any a causa d'alt pressupost, i van a tractar de nou per iniciar la producció en 2014. Al desembre de 2013, l'estudi s'informa prop de donar-li a la pel·lícula una llum verda. L'11 de febrer de 2014 Warner Bros. va establir l'1 de juliol de 2016 com una data de llançament a tot el món per a la pel·lícula en 3D que ha començat oficialment la pre-producció. Village Roadshow Pictures tenien un acord amb el Banc Mundial per cofinançar la pel·lícula. Una sinopsi oficial va ser notificada juntament amb alguns membres de l'equip, que inclou al director de fotografia Henry Braham, el dissenyador de producció Stuart Craig, editor Mark Day, i la dissenyadora de vestuari Ruth Myers serien els que van a col·laborar amb Yates en les escenes.
El 12 d'agost de 2012, el nedador Michael Phelps estava en converses per unir-se a l'elenc de la pel·lícula per interpretar diverses escenes com a debut de la seva carrera en món de l'espectacle. El 7 de novembre de 2012, l'estudi observava a Tom Hardy, Henry Cavill i Charlie Hunnam per exercir el paper principal en la pel·lícula. El 14 de novembre de 2012, Alexander Skarsgård com a clar favorit per interpretar a Tarzan, va ser anunciat en l'elenc per elecció del director Yates, per Interpretar el paper principal, mentre que Samuel L. Jackson també aquesta en el punt mira per al paper de Williams en el pel·lícula. El 6 de març de 2013, Yates volia Jessica Chastain com a candidata en el paper principal femení com Jane Porter. També en algun moment es volia a l'estel Jamie Foxx per a un rol de repartiment en la pel·lícula. El 26 de setembre de 2013, Christoph Waltz estava en converses per interpretar el dolent de la pel·lícula; que més tard va ser triat com un soldat belga anomenat Capità Rom que intenta capturar Tarzan, a canvi d'un rescat en diamants.
L'estudi tenia posat els seus ulls en Margot Robbie i Emma Stone per caracteritzar el personatge principal femení Jane Porter. Joseph Sapio era una selecció d'últim minut de Yates per al paper de Hunter el 10 d'agost de 2014. L'11 de desembre de 2013, Jackson, que estava sent valorat prèviament, va signar per interpretar Williams en el film. El 18 de gener de 2014, Robbie va ser confirmada per interpretar a la protagonista femenina com Jane en la pel·lícula Tarzan juntament amb Skarsgard, superant a Stone per a aquest paper. El 4 de juny, Djimon Hounsou va ser cridat a exercir al Cap tribal Mbonga en la pel·lícula. El 17 de juny, Osy Ikhile aquesta en l'elenc per interpretar un paper secundari, però el personatge no estava anunciat. Ella Purnell va ser triada com a jove Jane Porter.

## Recepció
La llegenda de Tarzan ha rebut crítiques mixtes per part de la crítica especialitzada, però més positives per part del publico. Al portal d'internet Rotten Tomatoes, la pel·lícula posseeix una aprovació de 36 %, basada en 194 ressenyes, amb una puntuació faig una mitjana de 5/10 per part de la crítica i amb un consens que diu: «La llegenda de Tarzan ofereix molt més que altres pel·lícules presentant el personatge clàssic, però això no és suficient per cobrir el seu argument genèric i el seu pas lent», mentre que de l'audiència va rebre una aprovació de 70 %.
La pàgina Metacritic li ha donat a la pel·lícula una puntuació de 44 sobre 100, basada en 41 crítiques, indicant «ressenyes mixtes o mitjana». Les audiències de CinemaScore li han donat una qualificació de "A-" en una escala de A+ a F, mentre que en el lloc IMDB els usuaris li han donat una puntuació de 6,5/10, amb base en més de 50 000 vots.